# Teatrul Mercadante
Teatrul Mercadante (în italiană Teatro Mercadante) (cunoscut anterior sub numele de Teatro del Fondo) este un teatru istoric din orașul italian Napoli. El este situat în Piazza Municipio, cu fațada către latura de vest a Castel Nuovo și în apropiere de Molo (Dock) Siglio. Împreună cu Teatrul San Carlo, a fost unul din cele două teatre de operă regale ale orașului în secolele al XVIII-lea și al XIX-lea.
A fost construit între anii 1777 și 1778 după proiectul inginerului Francesco Sicuro. Lucrarea a fost finanțată cu proprietățile confiscate de la iezuiții după expulzarea lor din Napoli, prin așa-numitele "Fondo di separazione dei lucri" (de aici provine și primul său nume, "Teatro del Real Fondo di Separazione"). A fost inaugurat la 31 iulie 1779 cu reprezentația operei L’infedele fedele a libretistului Giovanni Battista Lorenzi și a compozitorului Domenico Cimarosa. Operele comice erau cântat în principal în toscană. 
După scurta perioadă a Republicii Napoletane, când a fost redenumit "Teatro Patria", teatrul a fost încredințat în 1809 impresarului Domenico Barbaja. Sub conducerea sa, teatrul a găzduit reprezentații ale celor mai mari muzicieni ai timpului: Rossini, Mozart și Donizetti. Din operele lui Mozart au fost reprezentate Don Giovanni, Nunta lui Figaro și Così fan tutte (1812-1815), precum și un număr de opere franceze sub patronajul și influența regelui Spaniei, Joseph Bonaparte, de asemenea rege al Neapolelui (1806-1808). Teatrul a fost folosit mai târziu de Gioachino Rossini, care a devenit directorul muzical al teatrelor regale, de Giovanni Pacini, Gaetano Donizetti și de mulți alți compozitori renumiți.
După o activitate prelungită de restaurare (lucrările au schimbat complet unele părți, iar fațada a trebuit să fie reconstruită în 1893 de Peter Pulli), teatrul a primit în decembrie 1870 numele actual, "Mercadante", în onoarea muzicianului Saverio Mercadante, napoletan ca adopție. Teatrul a reluat reprezentația producțiilor de operă, trecând printr-o perioadă de înflorire cultural-artistică.
După aproape un secol, marcat mai ales de succesul lui Eduardo Scarpetta, teatrul, puternic afectat de bombardamentele din timpul celui de-al Doilea Război Mondial, a fost închis în cele din urmă în 1963, spațiul nemaifiind adecvat pentru a găzdui reprezentații cu public.
De la mijlocul anilor '80 el a fost folosit ocazional ca sală de expoziție și sală de teatru și dans. Începând abia din 1995, Teatrul Mercadante și-a reluat activitatea cu un program teatral regulat. Începând din 2003 este administrat de Teatro Stabile Napoli.